# باتريسيا بويتا
باتريسيا بويتا (من مواليد 19 أكتوبر 1976، ساو جيرونيمو) مذيعة أخبار وصحفية برازيلية.

## الحياة الشخصية
هي مسيحية كاثوليكية، وهي متزوجة من أماوري سواريس ولديها طفل واحد في هذا الزواج.